# Dzsalájirida szultanátus
A Dzsalájiridák a mongol Dzsalájir dinasztia tagjai voltak, akik a mai Irakon és nyugat-perzsián uralkodtak, miután 1330-körül függetlenné váltak az  Ilkán Birodalomtól. A szultánság mintegy ötven évig virágzott, majd összeomlott Timur Lenk hadjárata és különféle lázadások miatt. Ezután területét a "Fekete Ürük" vagyis a Karakojunlu türkmén törzsszövetség hódította meg, a szultánságot pedig adófizetőjévé tette. Miután Timur Lenk meghalt 1405-ben, volt egy rövid kísérlet arra, hogy helyreállítsák a szultánságot Dél- Irakban, Baszra központtal. Azonban a Dzsalájiridákat végül 1432-ben a Karakojunlu végleg bekebelezte, és a szultánság megszűnt.

## Fordítás
- Ez a szócikk részben vagy egészben  a   Jalayirid Sultanate című angol Wikipédia-szócikk ezen változatának fordításán alapul.  Az eredeti cikk szerkesztőit annak laptörténete sorolja fel. Ez a jelzés csupán a megfogalmazás eredetét és a szerzői jogokat jelzi, nem szolgál a cikkben szereplő információk forrásmegjelöléseként.